# Ann Van Hoornweder
Ann Van Hoornweder is een Belgisch voormalig rolschaatsster.

## Levensloop
Van Hoornweder behaalde twee Europese titels (beiden in 1987 te Oostende), met name op de '5.000 meter op de weg' en de '5.000 meter relay op de piste'. Daarnaast behaalde ze tal van ereplaatsen op Europese en wereldkampioenschappen, waaronder ook op de Wereldspelen van 1985, alwaar ze derde werd op de 5.000 meter.

## Palmares

### Weg
- Europese kampioenschappen
  - 1983 in het Italiaanse Cremona
    -  op de 300 meter T/T
    -  op de 5.000 meter relay

  - 1985 in het Italiaanse Cassano d'Adda
    -  op de 300 meter T/T
    -  op de 5.000 meter
    -  op de 5.000 meter relay

  - 1986 in het Italiaanse Emilia
    -  op de 300 meter T/T
    -  op de 3.000 meter
    -  op de 5.000 meter relay

  - 1987 in het Belgische Oostende
    -  op de 300 meter T/T
    -  op de 3.000 meter
    -  op de 5.000 meter
    -  op de 5.000 meter relay

- Wereldkampioenschappen
  - 1982 in het Italiaanse Emilia 
    -  op de 1.500 meter

  - 1984 in het Colombiaanse Bogota
    -  op de 300 meter TT
    -  op de 5.000 meter relay

  - 1986 in het Australische Adelaide
    -  op de 300 meter TT

### Piste
- Europese kampioenschappen
  - 1981 in het Italiaanse Pineto
    -  op de 5.000 meter relay

  - 1983 in het Italiaanse Cremona
    -  op de 5.000 meter  relay

  - 1984 in het Oostenrijkse Wenen
    -  op de 500 meter achtervolging
    -  op de 5.000 meter relay

  - 1985 in het Italiaanse Cassano d'Adda
    -  op de 5.000 meter relay

  - 1986 in het Italiaanse Emilia
    -  op de 5.000 meter relay

  - 1987 in het Belgische Oostende
    -  op de 500 meter achtervolging
    -  op de 5.000 meter relay

- Wereldspelen
  - 1985 in het Britse Londen
    -  op de 5.000 meter